# Johann Jakob Balmer
Johann Jakob Balmer (Lausen, Basel-Landschaft kanton, 1825. május 1. – Bázel, 1898. március 12.) svájci matematikus, matematikai fizikus, a hidrogén látható fény tartományába eső színképvonalainak hosszát megadó és róla elnevezett képlet kidolgozója.

## Élete, pályafutása
Lausanne-ban született, mint szüleinek legidősebb fia hasonnevű apja politikus, országbíró, édesanyja Elizabeth Rolle Balmer volt.
Az egyetemet Karlsruhében kezdte és Berlinben fejezte be. Svájcba hazatérve a nagy múltú Bázeli Egyetemen kapott matematikai doktorátust már 24 évesen, majd ott is helyezkedett el. Meglehetősen későn (43 évesen) nősült meg, de házasságából így is hat gyerek született.

## Munkássága
Az ugyancsak a Bázeli Egyetemen tanító Eduard Hagenbach javaslatára kezdett foglalkozni azzal, milyen törvényszerűség szerint követik egymást a hidrogénnek a látható fény tartományában megfigyelhető színképvonalai. Ennek leírására tapasztalati úton kidolgozta a róla elnevezett Balmer-formulát; az ezzel kapott hullámhosszak a hidrogén úgynevezett Balmer-sorozatának tagjai. Az összefüggés magyarázatát 1913-ban adta meg Niels Bohr. A képletet a hidrogén színképvonalainak többi (az ultraibolya, illetve infravörös tartományba eső) sorozataira Johannes Rydberg általánosította 1888-ban; az általa kidolgozott képlet aa Rydberg-formula. A Balmer-sorozat tagjait a hidrogénre utaló H betű után alsó indexbe tett számokkal jelölik. A sorozat vége, ahol a vonalak összesűrűsödnek, az úgynevezett Balmer-kontinuum; ennek határértéke az alsó index nélkül írt H-vonal.
- Balmer, J.J. (1885). Notiz über die Spectrallinien des Wasserstoffs. Annalen der Physik und Chemie. 3rd series (in German). 25: 80–87.

Ugyancsak Balmer fedezte fel, hogy a csillagok fényereje a hidrogén (ultraibolya tartományban lévő, λ = 364,7 nm) H-vonalánál ugrásszerűen megváltozik; ez az ugyancsak róla elnevezett Balmer-ugrás. Jelentősége a csillagok színképtípusának meghatározásánál van; legerősebb az A típusú csillagokban.

## Emlékezete
- Az ő nevét viselik az általa felfedezett és vázlatosan fentebb ismertetett fogalmak:
  - Balmer-formula,
  - Balmer-sorozat,
  - Balmer-ugrás;
- Balmer-kráter a Holdon;
- 12755 Balmer kisbolygó.[1]

## Fordítás
- Ez a szócikk részben vagy egészben  a   Johann Jakob Balmer című angol Wikipédia-szócikk ezen változatának fordításán alapul.  Az eredeti cikk szerkesztőit annak laptörténete sorolja fel. Ez a jelzés csupán a megfogalmazás eredetét és a szerzői jogokat jelzi, nem szolgál a cikkben szereplő információk forrásmegjelöléseként.